# Habitatge i accés a la costa de l'Escorxador Vell
L'Habitatge i accés a la costa de l'Escorxador Vell és una obra de Tortosa inclosa a l'Inventari del Patrimoni Arquitectònic de Catalunya.

## Descripció
La vivenda forma ella sola una illa. La façana ha estat arrebossada modernament i les obertures modificades. Només es conserva d'interessant una porta de mig punt adovellada a la planta, tallada a la part superior per una cornisa posterior. L'accés a la Costa de l'Escorxador vell s'obre en el seu extrem N en forma de petit pont practicat a la planta, de manera que sobre d'ell continua l'habitatge. La volta d'aquest accés és delimitada per un arc escarser, i el tipus de treball de les dovelles sembla no anar més enllà del segle xix. La Costa de l'Escorxador Vell és un sector del tipus unifamiliar humil que abunda en el barri. Possiblement és de les darreries del segle xix o principi del XX i la majoria es troben abandonades.

## Història
Forma part de l'extrem meridional del barri, que junt amb el de Remolins, formava part, en els segles medievals, el sector jueu de la ciutat. És un carrer en el qual, a l'Edat Mitja, la majoria de construccions pertanyien al capítol de la catedral o als canonges.